# Château Bernadotte
Château Le Fournas Bernadotte, mer känt som Château Bernadotte, är ett vinslott i Haut-Médoc, Médoc i Frankrike. I slottet som innehar klassificeringen Cru Bourgeois Supérieur tillverkas Bordeauxvinet med samma namn.

## Historia

### Makarna Eklund (1973–1997)

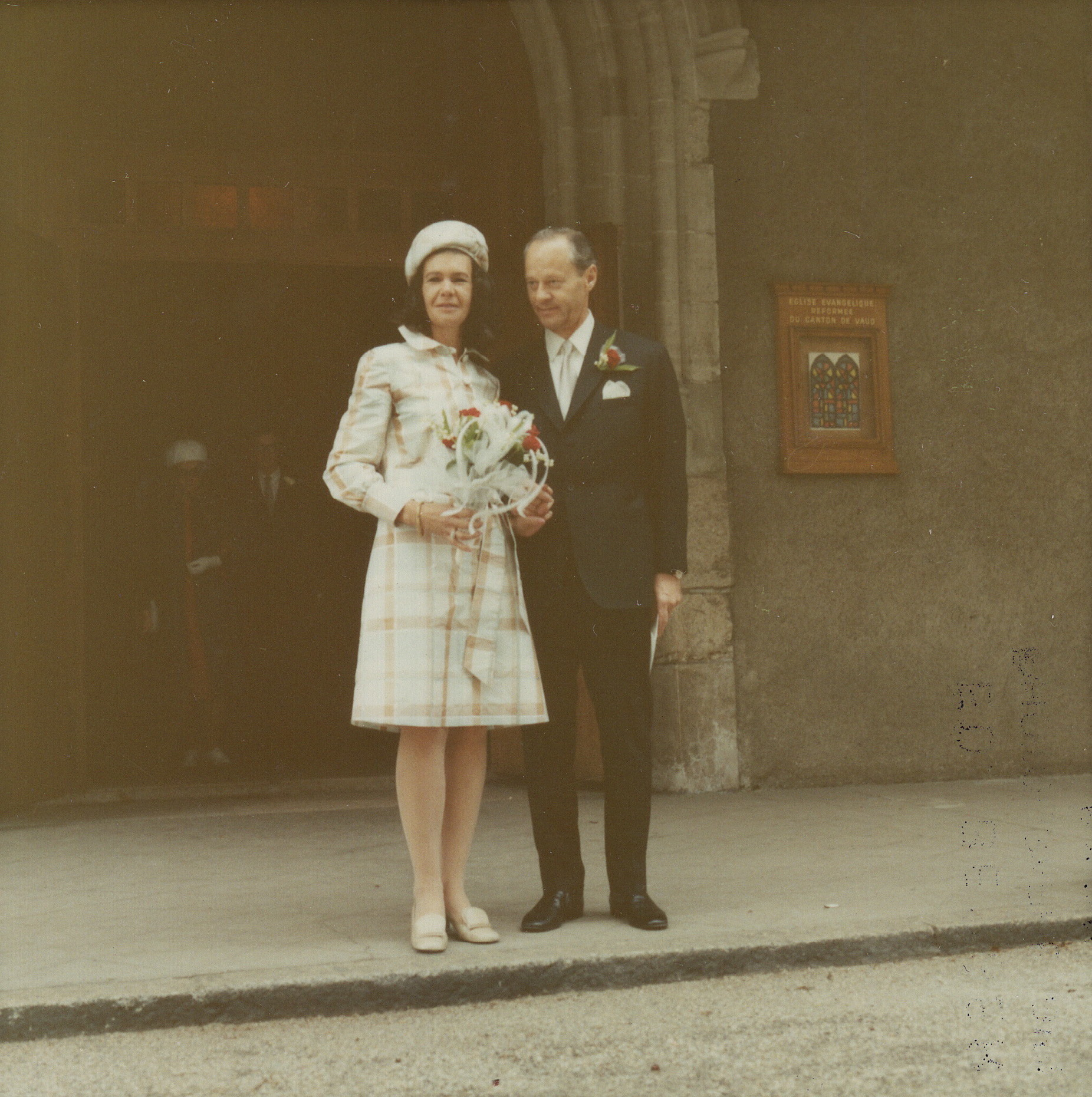
Gunhild och Curt Eklund ägde Château Bernadotte åren 1973–1997.

Château Bernadotte, som ligger i byn Le Fournas, byggdes 1860. 1973 köptes slottet – då kallat Château Fournas – av den svenska industrimannen Curt Eklund och hans maka direktören Gunhild Eklund, född Levenius. Makarna hade sedan flera år tidigare drivit en vingård i närheten av Genève. De hade ett år tidigare köpt en andel i en fem hektar stor vinodling i Bordeaux-trakten. Därför behövde de en bostad i området och köpte det närliggande slottet som var till salu.
Slottet var då i uselt skick. En brand på 1940-talet hade förstört halva byggnaden och andra halvan var nersliten. Paret genomförde omfattande renoveringar av slottet, källaren och vingården. De köpte även flera hektar odlingsmarker och 1981 täckte odlingarna 20 hektar. Det skedde ett kvalitetslyft av vinet.
Makarna Eklund upptäckte att marken slottet är byggt på ägts av en person vid namn Bernadotte. Det visade sig vara Germaine de Bernadotte som 1615 gifte sig med Joandou du Poey. Deras son Pierre de Bernadotte, som antog moderns släktnamn, blev farfars farfar till fältmarskalk Jean-Baptiste Bernadotte, sedermera kung Karl XIV Johan av Sverige och Norge. Makarna fick tillåtelse av kung Carl XVI Gustaf att kalla slottet Le Fournas Bernadotte som en hyllning till Karl XIV Johan.

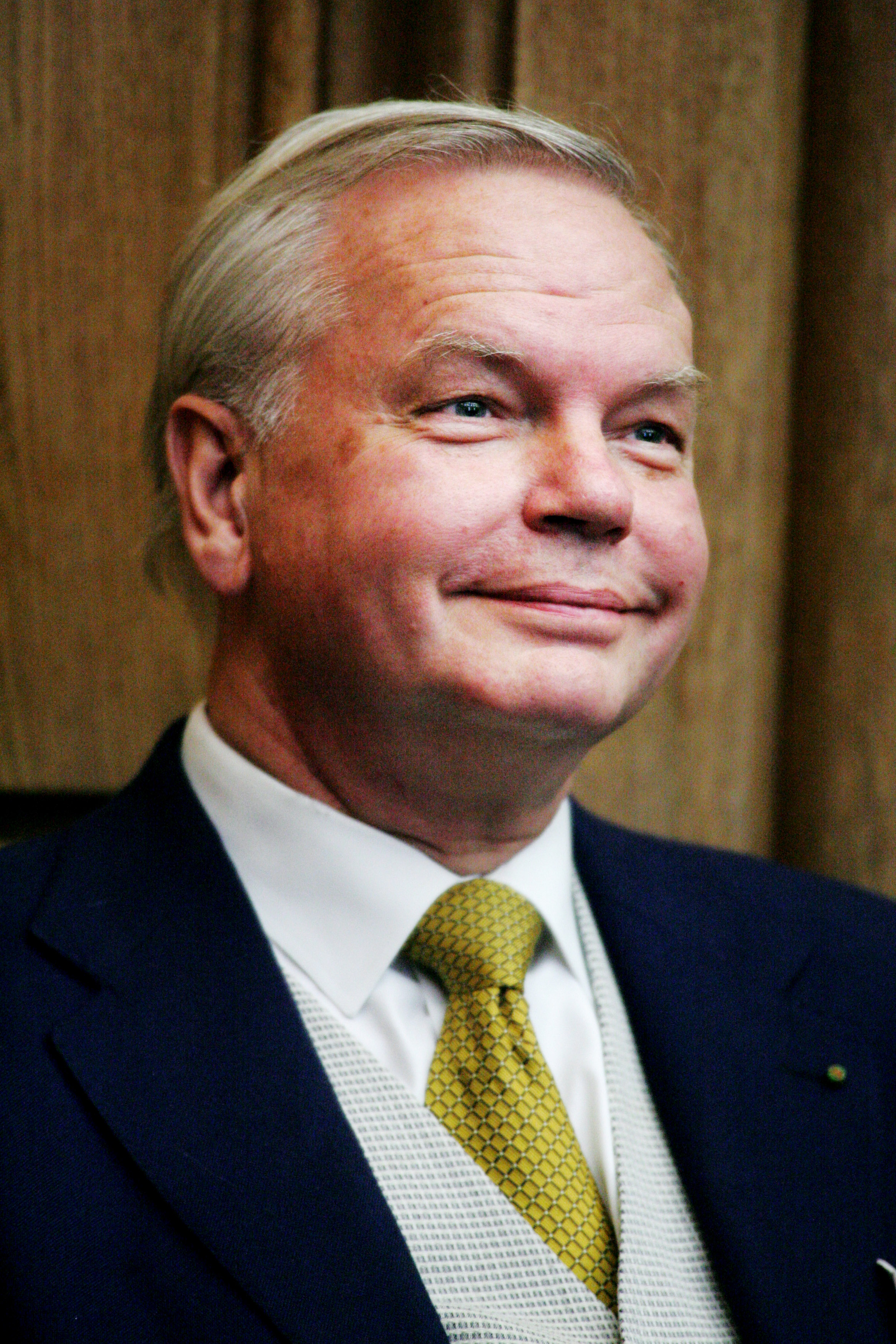
Krögaren Carl Jan Granqvist har länge varit importör av vinet till Sverige.

Det mesta av produktionen importerades till Sverige via krögaren Carl Jan Granqvist och tappades sedan av Vin & Sprit. Granqvist har beskrivit det som ett av sina favoritviner som är ”bättre än sitt rykte” och ”som Bernadottrarna: något avmagrade, men satan så vitala.” Château Bernadotte och makarna Eklund medverkade i hans TV-program Följ med till Bordeaux i SVT den 27 december 1990.

### Madame de Lencquesaing och senare ägare (1997–)
1997 sålde makarna Eklund slottet till grannen May-Éliane de Lencquesaing och under hennes ägarskap fortsatte vinet att utvecklas. 2007 köptes det av Louis Roederer och från 2012 ägs det av Hongkong-baserade King Power Group. Château Bernadotte har sedan 2015 ett representationskontor i Peking.

## Produktion
Slottet producerar tre sorters viner: Château Bernadotte och det lite lättare andravinet Château Fournas Bernadotte, båda röda, samt rosévinet Désirée, Le Rosé de Bernadotte, namngivet efter Sveriges drottning Desideria. Till slottet hör i dag vinodlingar på 40 hektar som gränsar till Pauillac med omkring 10 000 vinstockar per hektar. Druvsorterna består av 51 procent Cabernet Sauvignon, 48 procent Merlot samt 1 procent Petit Verdot. Skörden skedde fram till 2015 helt manuellt, men sköts nu med hjälp av maskiner. Årligen produceras i genomsnitt 200 000 flaskor, varav 35 000 är Château Fournas Bernadotte. Château Bernadotte hade fram till 2020 klassificeringen Cru Bourgeois för att därefter upphöjas till Cru Bourgeois Supérieur; första årgången med denna utmärkelse var 2018.

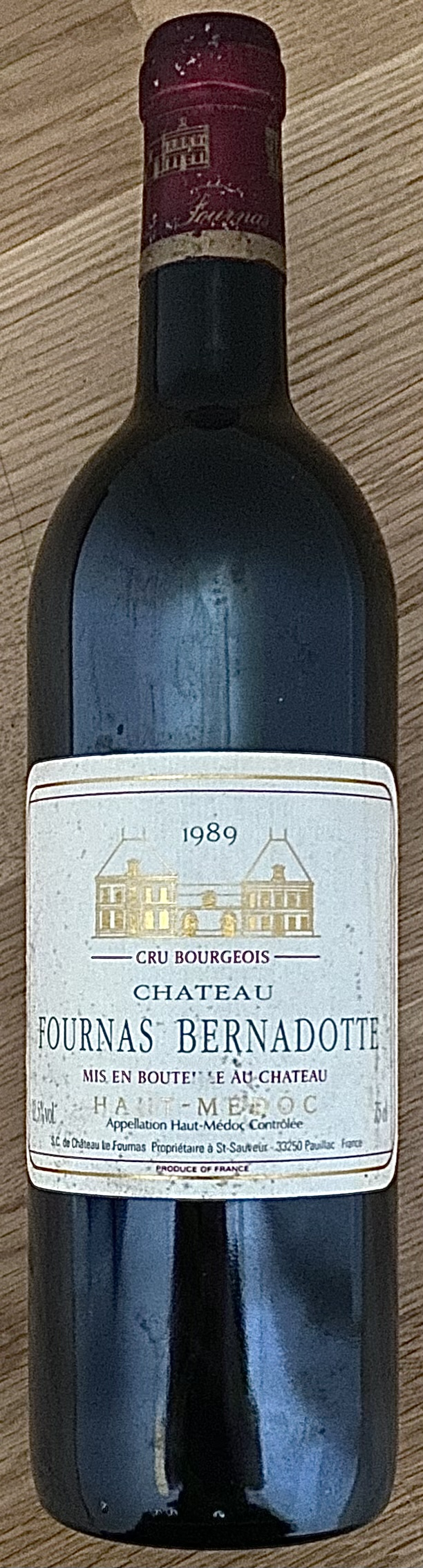
Flaska Château Fournas Bernadotte från 1989.

## Koppling till Sveriges kungahus
Namnen på slottet och rosévinet är hyllningar till Sveriges första kungapar av huset Bernadotte; slottslogotypen har en kunglig krona över ett B. Château Bernadotte har serverats vid flera kungliga tillställningar, bland annat vid kung Carl XVI Gustafs besök på ambassaden i Washington, D.C. 1981, nationaldagsfirandet på Stockholms slott 1998 samt återinvigningen av Bernadottemuseet i Pau 2018 där kungaparet och kronprinsessparet medverkade.